# Kulspruta m/36
Kulspruta m/36 — шведский станковый пулемет конструкции Браунинг 1919, купленный у США и модернизированный шведскими инженерами.

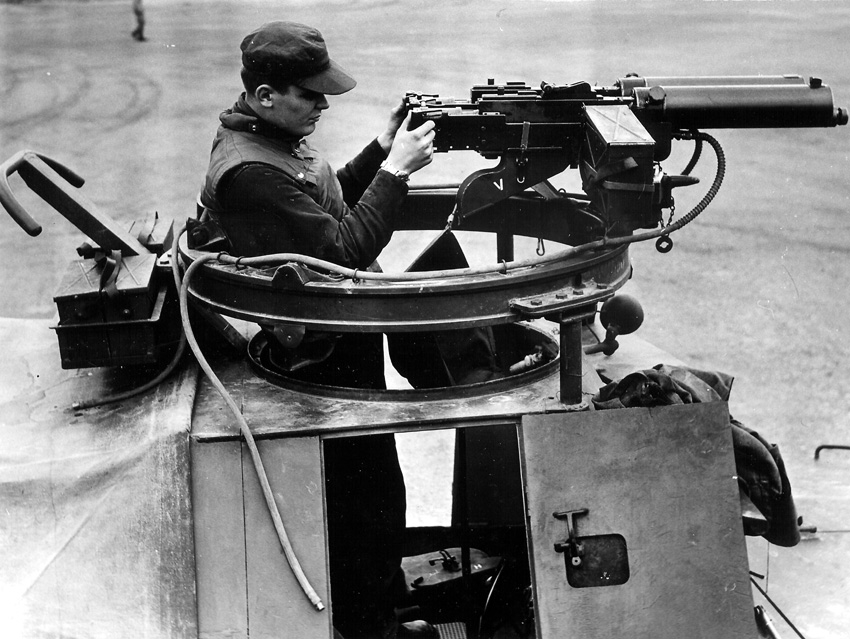
Шведский военный за станковым пулеметом kulspruta m/36

## Применение
Ksp m/36 использовался в качестве оружия для пехоты, устанавливался на различную военную технику. Пулемет был относительно легок, и это давало возможность взять его с собой при необходимости без больших усилий.

## Боеприпасы
Помимо основного патрона 6.5x55мм были и варианты других боеприпасов:
- Патрон 8x63 мм
- Патрон 7,61×51 мм NATO